# ميقونة حارقة
ميقونة حارقة (الاسم العلمي:Mucuna urens) هي نوع من النباتات تتبع جنس الميقونة من الفصيلة البقولية.